# 奇馬 (桑坦德省)
奇馬是哥倫比亞的城鎮，位於該國東北部，由桑坦德省負責管轄，距離首府布卡拉曼加160公里，始建於1722年，面積152平方公里，海拔高度890米，2005年人口3,273。
6°21′03″N 73°22′16″W / 6.35078°N 73.37116°W